# Dexteria
Dexteria è un genere di crostacei anostraci della famiglia dei Chirocephalidae.
Comprende la seguente specie:
- Dexteria floridana